# Aethina
Genre
Aethina est un genre de coléoptères de la famille des Nitidulidae.

## Liste des espèces
Selon GBIF (25 mai 2024) :
- Aethina argus Grouvelle, 1890
- Aethina concinna Jelinek & Kirejtschuk, 1986
- Aethina concolor (Macleay, 1872)
- Aethina cyaneipennis Grouvelle, 1903
- Aethina flavicollis Reitter, 1884
- Aethina inconspicua Nakane, 1967
- Aethina jelineki Kirejtshuk, 1986
- Aethina latens (Blanchard, 1853)
- Aethina nigrocastanea Grouvelle, 1903
- Aethina orientalis (Nietner, 1856)
- Aethina pubescens Erichson, 1843
- Aethina quadrata Sharp, 1891
- Aethina subquadrata (Motschulsky, 1858)
- Aethina subrugosa (Grouvelle, 1894)
- Aethina suturalis
- Aethina tumida Murray, 1867
- Aethina vicina Grouvelle, 1894

Auxquelles NCBI (24 mai 2024) ajoute :
- Aethina aeneipennis (Reitter, 1873)

## Classification
Le nom valide complet (avec auteur) de ce taxon est Aethina Erichson, 1843.
Aethina a pour synonymes :
- Circopes Reitter, 1873
- Cleidorura Kirejtshuk & Lawrence, 1999
- Meligethopsis Rebmann, 1944
- Pseudomystrops Grouvelle, 1913